# Friedrich Ludwig von Dehn
Friedrich Ludwig greve von Dehn (også fordansket Frederik Ludvig von Dehn) (7. september 1697 – 3. juli 1771 på Ludwigsburg) var en dansk-tysk godsejer, gehejmeråd og bygherre for Dehns Palæ beliggende i Frederiksstaden i København. Han var dansk statholder i hertugdømmerne Slesvig og Holsten 1762-68.
Han var bror til Conrad Detlev von Dehn og Ferdinand August von Dehn. Hverken Dehn eller hans brødre var fremragende statsmænd og gjorde alene karriere i Danmark i kraft af personlige forbindelser.

## Dansk diplomat
Familien von Dehn hed oprindelig Pott og var fra Holland. Den kom til Danmark over Mecklenburg. Til denne slægt hørte Georg August von Dehn (død 1700), som blev oberst i dansk tjeneste og var fader til Friedrich Ludwig von Dehn. Moderen hed Eibe von Wohnsflothen (Wohnsfleth) (1654-1707).
Faderen, der en tid synes at have ejet Fastergård i Bølling Herred, besad godser i regeringsdistriktet Boitzenburg i Mecklenburg-Schwerin. Efter forældrenes død opdroges de to sønner Friedrich Ludwig og Conrad Ditlev i Braunschweig-Wolfenbüttel, hvor de især efter sidstnævntes giftermål med kansler Philip Ludvig Probst von Wendhausens datterdatter Ilsa Louise steg til høje værdigheder. Senere faldt Conrad Ditlev, der hurtigt forødte den store formue han havde fået med hustruen, i unåde, og brødrene søgte nu tilbage til Danmark.
Han købte i 1730 Kohøved og andre godser i Slesvig. Han levede på disse ejendomme, til han udnævntes til dansk gesandt i Madrid, hvor han forblev fra efteråret 1739 til februar 1742, og Rist, der senere gennemgik det derværende gesandtskabsarkiv, roser ham for den dygtighed, flid og orden, som udmærkede hans korrespondance. 1746 blev han gehejmeråd, og i foråret 1750 udnævntes han til virkelig gehejmeråd i Konseillet, hvor han vel nærmest repræsenterede næringsvæsenet, da han i juni 1751 blev medlem af General-Landøkonomi- og Kommercekollegiet og præses for det almindelige Handelskompagni samt i 1759 tillige for Fattigvæsenet. Samtidig blev han ophøjet til baron og påbegyndte byggeriet af sit fornemme palæ i Frederiksstaden.
Da Frederik V i begyndelsen af 1752 besluttede på ny at gifte sig, og valget faldt på Juliane Marie af Braunschweig-Wolfenbüttel, blev von Dehn udset til at indlede sagen ved det brunsvigske hof, "hvor han var vel kjendt, da hans Broder tidligere havde været i Tjeneste der" (i nogle aktstykker nævnes han i øvrigt selv som "forhenværende brunsvig-lyneborgsk Gehejmeraad»). Ved denne lejlighed kom han gennem prins Ferdinand af Braunschweig og en forhenværende preussisk gesandt i London i forbindelse med Frederik den Store, der underhånden begunstigede dette giftermål, og fra den tid synes han efter denne konges politiske korrespondance at have spillet en meget tvetydig rolle som et villigt redskab til at styrte J.H.E. Bernstorff og som den kanal, ad hvilken den preussiske gesandt søgte at holde sig underrettet om, hvad der foregik i den danske regering. Det lader imidlertid til, at evnen ikke ret har svaret til viljen, og at han gav sig mine af at betyde mere ved hoffet, end han virkelig gjorde, og Frederik V betegnede ham rimeligvis med rette til prins Ferdinand som en "sladderhank". Når han blandt andet nævnte Adam Gottlob Moltke som virksom med sig i at søge at styrte Bernstorff, er der intet, der bestyrker denne angivelse, og i alt fald blev det ikke til noget hverken med hans intriger for at fjerne den af Frederik den Store så ildesete minister eller med de forhåbninger, han forespejlede prins Ferdinand om ansættelse her i landet.

## Statholder i Hertugdømmerne
Det var måske for at blive af med ham i Konseillet, hvor han ikke lader til at have betydet synderligt, at han 1762 blev udnævnt til markgrev Frederik Ernst af Brandenburg-Kulmbachs efterfølger som statholder i hertugdømmerne. I denne post forblev han indtil 1768, da han afløstes af prins Carl af Hessen. Derefter levede han som privatmand på sine slesvigske godser, der samledes under navnet Ludwigsburg, indtil sin død, 3. juli 1771. Palæet i København havde han forladt 1762 og solgte det to år senere. Allerede 1739 var han blevet Ridder af Dannebrog, 1746 gehejmeråd, ved kongens formæling i 1752 havde han fået Elefanten, og 1768 var han blevet ophøjet til dansk greve.
Derudover ejede han en tid Søllerødgård som han dog 1763 efter at være udtrådt af Konseillet solgte til kronen.
Friedrich Ludwig ægtede en hollandsk dame, men havde ligesom sine brødre ikke børn. Ved Friedrich Ludwigs død synes derfor Ludwigsburg at være gået i arv til en 4. og ældste broders afkom og navnlig til hans sønnedatter, der giftede sig med en grev Ahlefeldt, der derefter kaldte sig Ahlefeldt-Dehn.
Dehn er begravet i Waabs Kirke.

## Gengivelser
Dehn er gengivet i et portrætmaleri 1766 af Georg Mathias Fuchs (Danmarks Apotekerforening).
Desuden findes der malerier af Peder Als (Waabs hospital), maleri (Boknis) og et maleri (Tranekær, Rundhof, Ludwigsburg)